# Ana Laíns
Ana Margarida Laíns da Silva Augusto (* 16. August 1979 in Tomar) ist eine Fado-Sängerin aus Portugal.

## Werdegang
Nachdem sie seit 1996 verschiedene Nachwuchs-Gesangswettbewerbe gewonnen hatte, war sie 1999 die Siegerin der Grande Noite de Fado, in Lissabon. Es folgten internationale Gastspielreisen, die sie auch nach Frankreich, Belgien und die USA brachten, und auch in Luxemburg und Deutschland sang sie. Ihre ersten Aufnahmen erschienen ab 2000 auf Compilations, etwa auf Songs about Lisbon und Divas do Fado Novo.
2006 erschien ihr Debüt-Album Sentidos (dt.: Sinne), und sie gab erneut in Portugal und international Konzerte. 2009 nahm sie die Einladung des Popsängers Boy George an und sang mit ihm das 2011 auch als Single erschienene Stück Amazing Grace ein, für sein Album Ordinary Alien.
2010 erschien ihr zweites Album, Quatro caminhos (dt.: Vier Wege).

## Diskografie
- 2006: Sentidos
- 2010: Quatro caminhos
- 2017: Portucalis
- 2021: 20 anos - Ana Laíns e convidados ao vivo no